# Ardilleiro Grande
Ardilleiro Grande (en gallego y oficialmente, O Ardilleiro Grande) es una localidad española situada en la parroquia de Granja, del municipio de Boqueijón, en la provincia de La Coruña, Galicia.

## Demografía
| Gráfica de evolución demográfica de Ardilleiro Grande entre 2011 y 2018 |
|                                                                         |
| Datos según el nomenclátor publicado por el INE.                        |